# 34261 Musharahman
34261 Musharahman este o planetă minoră (asteroid), cu un diametru de 2,57 km, din centura de asteroizi. A fost descoperită pe 25 august 2000 la Experimental Test Site⁠(d) de Lincoln Near-Earth Asteroid Research. 
Obiectul prezintă o orbită caracterizată de o semiaxă mare de 2,2571216 UAi, o excentricitate de 0,14, o înclinație de 3,51082 ° în raport cu ecliptica.